# Vaulx (Belgique)
Pour les articles homonymes, voir Vaulx.
Vaulx ou Vaulx-lez-Tournai est une section de la ville belge de Tournai, située en Région wallonne dans la province de Hainaut.
C'était une commune à part entière avant la fusion des communes de 1977.

## Évolution démographique
- Sources : INS, Rem. : 1831 jusqu'en 1970 = recensements, 1976 = nombre d'habitants au 31 décembre.

## Histoire

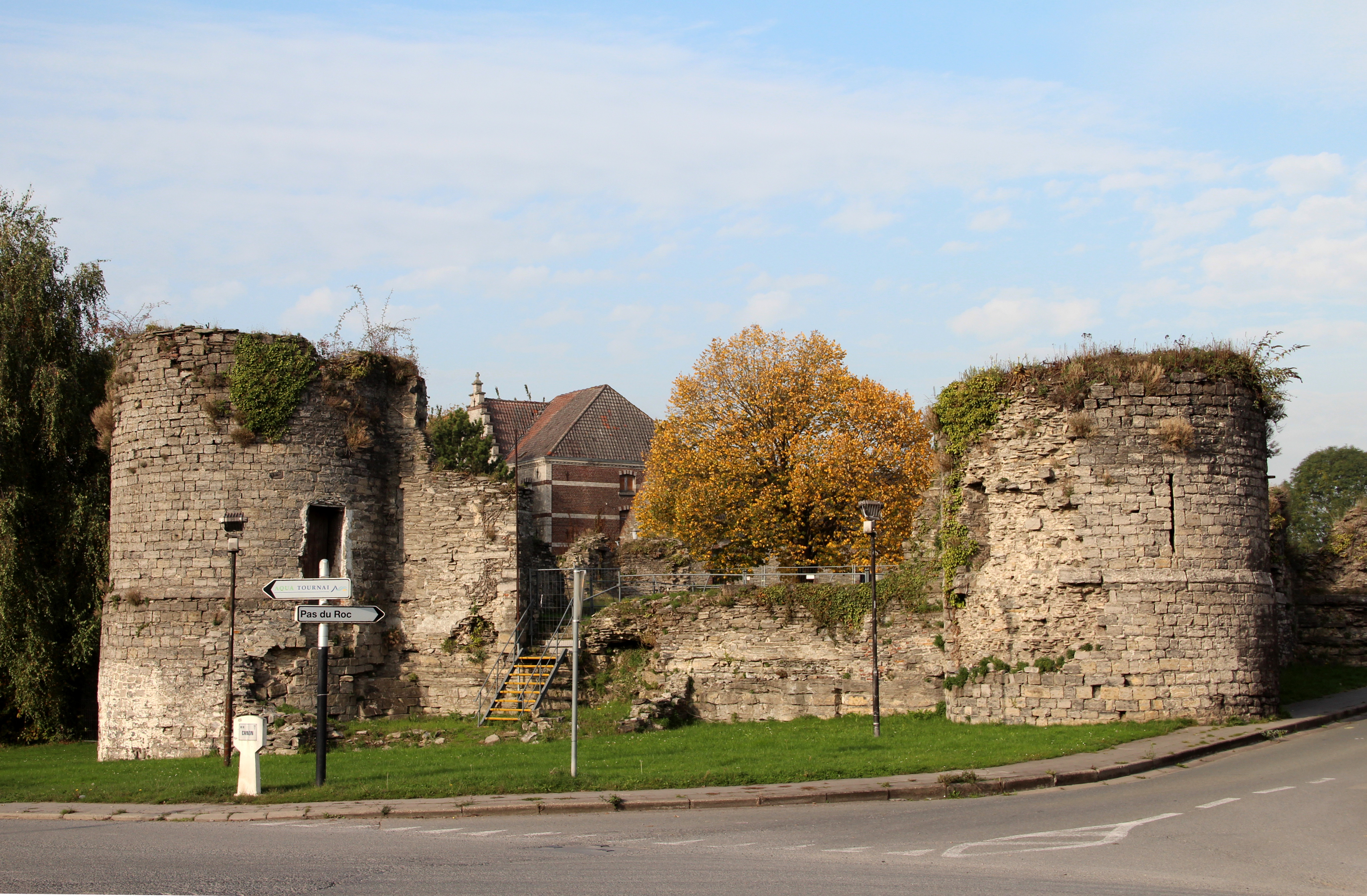
Les ruines de l'ancien château (XIIIe siècle).

En 1163, Nicolas Ier, évêque de Cambrai, donne l'autel de Vaulx à l'abbaye Saint-Martin de Tournai qui devient ainsi collateur de la cure. Les papes Alexandre III, en 1177, et Lucius III, en 1183, confirment cette attribution. La dîme, quant à elle, revient pour un quart au chapitre cathédral de Tournai, en vertu d'un acte d'approbation de Clément III, donné en 1190.
Sous l'Ancien Régime, Vaulx était considéré comme une extension de la seigneurie d'Antoing, elle-même tenue de la baronnie de Leuze.
Le village avait cependant appartenu à la famille de Vieuville puis à Gausset de Steenkerque qui le vendit, dans le courant du XIVe siècle, au seigneur d'Antoing.
En outre, l'abbaye Saint-Médard de Tournai y possédait une seigneurie, comme il ressort d'un acte de 1389 par lequel Hugues de Melun, sire d'Antoing, reconnaît que l'abbé de ce monastère a tout droit de justice dans ses biens à Vaulx. En 1669, après que Louis XIV eut conquis la région, la ville de Tournai obtint, par le Traité de Chambord du 16 octobre, que la localité soit détachée de la châtellenie d'Ath et jointe à sa banlieue. Une nouvelle décision du roi de France soumit Vaulx à la juridiction du bailliage du Tournaisis (octobre 1686).
Le traité de Ryswick (1697) ayant admis sa mainmise sur le village, Louis XIV en confirma le transport à la banlieue de Tournai et l'appartenance au Tournaisis pour la juridiction (2 mars 1701). Enfin, quand les Français eurent perdu ces conquêtes, l'empereur Charles VI replaça Vaulx sous la juridiction du Conseil souverain de Hainaut (1723).
La commune appartient au bassin carrier de Tournai. Un terrier de la fin du XVIIIe siècle y montre quatre fours à chaux et une machine à feu mais l'extraction de la pierre calcaire a commencé bien avant cette époque. En 1811, six chaufours sont en activité et emploient 24 ouvriers. Un an plus tard, on dénombre cinq carrières qui occupent 200 hommes et quinze enfants. À la fin du XIXe siècle, six carrières sont ouvertes et emploient près de 270 personnes. Quatre fours à chaux fonctionnent avec environ 140 salariés. En 1937, à côté des carrières et des chaufours qui occupent pour le moins 230 personnes, une cimenterie donne du travail à 188 ouvriers.

## Patrimoine et culture

### Patrimoine architectural

#### Le château médiéval de Vaulx, dernier de toute l'entité de Tournai
On le prénomme également "Château César", appellation que nous éviterons, car elle fait référence à Jules César, or le château est de l'époque médiévale et n'a rien à voir avec la période romaine.
De même certains font référence à Guéric le Sor Seigneur d'Avesnes comme Seigneur du château, mais Guéric le Sor vivait aux alentours de l'an 1000 et ne pouvait donc pas avoir fait construire un château de type Philippéen (Philippe-Auguste).

## Économie
On signale également une chocolaterie (28 personnes en 1937), une entreprise de construction (41 personnes) et une fabrique de produits en ciment (69 personnes). En 1972, une cimenterie jumelée à une carrière utilise 111 personnes, les fours à chaux des Ciments d'Obourg, 69 et une carrière, 37. Un quartier industriel d'intérêt régional a été installé à Vaulx, une usine de montage de pelles hydrauliques s'y est établie (75 personnes occupées en 1972). Ce développement industriel s'est fait au détriment de la surface agricole : celle-ci tombé de 333 ha en 1834 à 132 ha 41 en 1959.